# Paweł Szymański (polityk)
Paweł Bonifacy Szymański (ur. 14 maja 1948 w Zgierzu, zm. 1 czerwca 2018 w Rosanowie) – polski ślusarz i polityk, poseł na Sejm PRL IX kadencji.

## Życiorys
Syn Jana i Heleny. W 1963 rozpoczął naukę i pracę zawodową w Zakładach Przemysłu Barwników „Boruta” w Zgierzu. Od 1967 był ślusarzem remontowym w tamtejszych Zakładach Przemysłu Wełnianego „Fresco”. Ukończył Technikum Mechaniczne w Łodzi. W 1978 wstąpił do Polskiej Zjednoczonej Partii Robotniczej. W 1983 został przewodniczącym Federacji NSZZ Przemysłu Lekkiego, a w 1984 wiceprzewodniczącym Ogólnopolskiego Porozumienia Związków Zawodowych. W latach 1985–1989 pełnił mandat posła na Sejm PRL IX kadencji w okręgu Łódź Śródmieście, zasiadał w Komisji Budownictwa, Gospodarki Przestrzennej, Komunalnej i Mieszkaniowej, Komisji Nadzwyczajnej do rozpatrzenia poselskiego projektu ustawy o konsultacjach społecznych i referendum, Komisji Nadzwyczajnej do rozpatrzenia projektów ustaw związanych z realizacją drugiego etapu reformy gospodarczej oraz w Komisji Nadzwyczajnej do rozpatrzenia projektu ustawy o zmianie Konstytucji Polskiej Rzeczypospolitej Ludowej.